# Коністоргіс

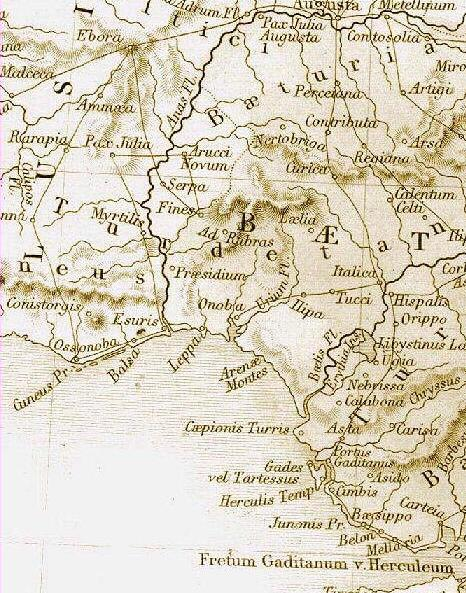
Карта Кадіської затоки в стародавні часи, що показує частину римських провінцій ЛузітаніЇ і Бетики. Коністорг розташований приблизно на півночі від Оссоноби (сьогодні Фару, Португалія).

Коністорг був головним містом Коніїв або Кінетів. На мові коніїв це, ймовірно, означало «місто коніїв». можлива присутість кельтів.

## Розташування
Коністорг був розташований у внутрішніх районах Алгарве, на самому півдні Португалії, але точне місце розташування невідоме.
Страбон розмістив землю Коніїв між річкою Анас і Гієроном Акротеріоном (священним мисом), останній є найбільш крайньою точкою відомого світу, а Коністорг розмістив на кельтській території. У 1990 році найвірогіднішим місцем Коністоргісу вважався Байшу-Алентежу або Алгарве, на північному сході від Серра-ду-Калдейрану.
Були зроблені деякі спроби ототожнити Коністорг з більш пізніми, римськими пам'ятками. Одна з припущень полягає в тому, що Коністорг розташовувався у Бежі, одному з небагатьох португальських міст, у яких не було преримської назви. Ця гіпотеза може інтерпретувати ім'я Коністорг як таке, що має кельтське походження і означає безводний (orgis) пагорб (conis) і яке Юлій Цезар пізніше перейменував на Pax Julia. Інша гіпотеза полягає в тому, що Коністорг відповідав Меделіну, що в Іспанії. Жодне з цих двох припущень не визнане одностайно правильним серед експертів.

## Історія
Конії уклали союз з римлянами під час завоювання Піренейського півострова.
Аппіан згадує місто двічі: один раз, між 155 і 152 роками до н. е., коли на місто вчиняли набіги лузитанці, на чолі з Кавценом, під час лузитанської війни проти Риму . Другий раз — коли Сервій Сульпіцій Гальба відступав у місто приблизно в 150 році до н. е., після своєї першої битви проти лузитанців. Таким чином, місто було відвойовано між 155 і 150 р. до н. е., ймовірно, Марком Атілієм, коли він воював проти лузитанців і веттонів.
Під час Серторіанської війни Коністорг знову зазнав нападу. Серторіанські війська атакували римські війська, що стояли в гарнізоні в Коністорзі.

## Дивитись також
- Історія Португалії